# Glikmanius
Glikmanius es un género extinto de elasmobranquios del orden
Ctenacanthiformes que vivió en el Carbonífero de Norteamérica y Rusia. El género se basa en un espécimen completo hallado en  Nebraska (Estados Unidos). Glikmanius se nombró en honor al paleontólogo ruso Leonid Glikman, que estudió el género y fue el primero en proponer que estaba relacionado con los ctenacantiformes.

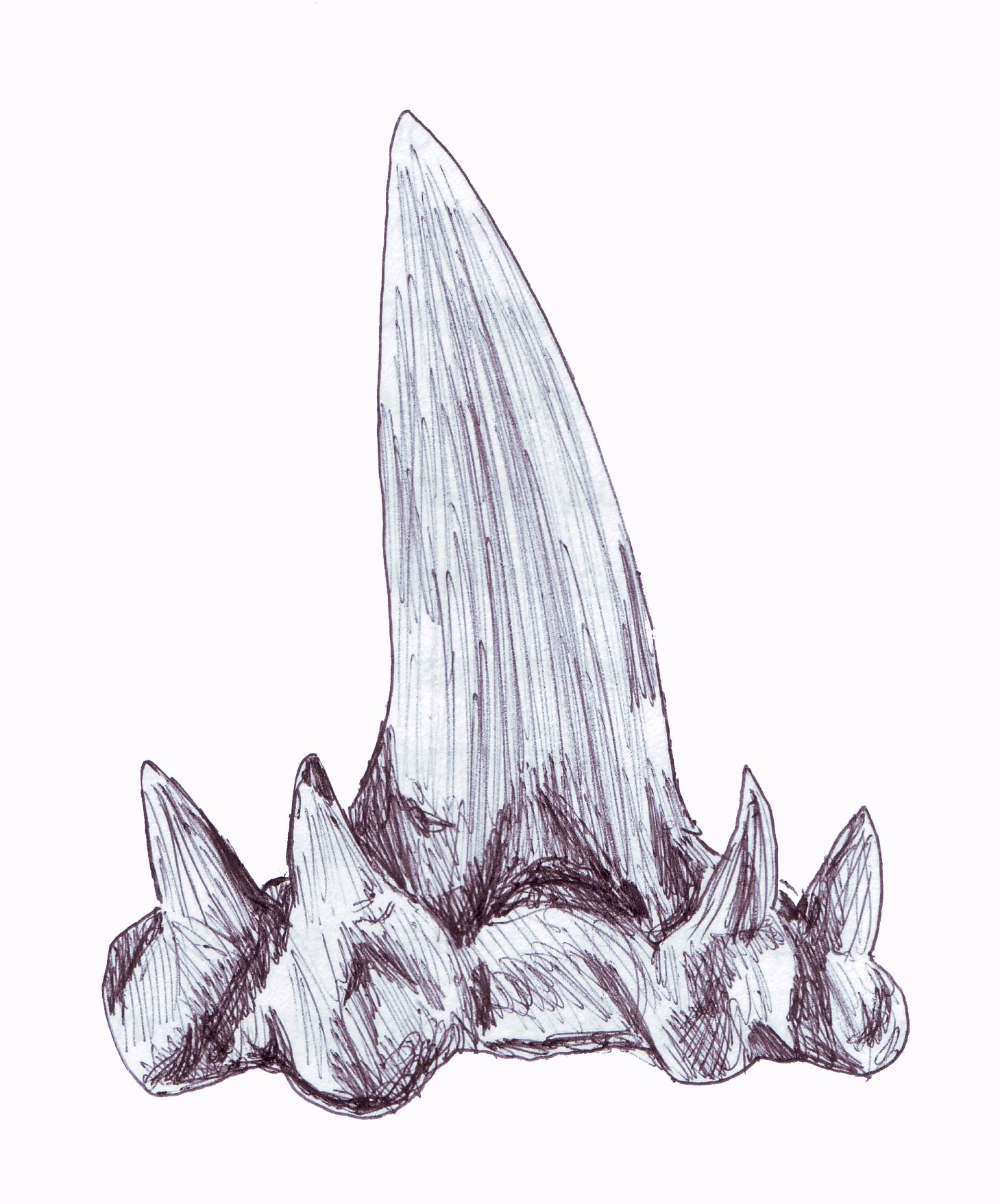
Diente de Glikmanius occidentalis.

## Especies
Se reconocen 3 especies de Glikmanius:
- Glikmanius careforum[4]
- Glikmanius occidentalis
- Glikmanius myachkovensis